# Ziekenhuis Amstelland
Het Ziekenhuis Amstelland, van 1978 tot 2005 Ziekenhuis Amstelveen geheten, afgekort ZHA, is een medische zorginstelling (ziekenhuis) in de plaats Amstelveen in de Nederlandse provincie Noord-Holland.
De huidige organisatie kwam in 1978 tot stand door fusie van het in 1968 gestichte Amstelveense Nicolaas Tulp Ziekenhuis met het joodse ziekenhuis CIZ (Centrale Israëlietische Ziekenverpleging) uit Amsterdam. Aanvankelijk heette de aan de Laan van de Helende Meesters bij de Groenelaan gevestigde gefuseerde instelling het Ziekenhuis Amstelveen, in 2005 werd dit om de regionale functie te benadrukken het Ziekenhuis Amstelland.
In het ziekenhuis bevinden zich joodse verpleegafdelingen, een kosjere keuken, een joodse ontmoetingsruimte en een gebedsruimte.
Er zijn twee organisaties die zich bij de instelling betrokken voelen: de Stichting Vrienden van Ziekenhuis Amstelland en de Vereniging CIZ.
In Uithoorn bevindt zich sinds 2011 het aan het ziekenhuis verbonden Gezondheidscentrum Waterlinie.